# Novgorod oblast
Novgorod oblast (russisk: Новгоро́дская о́бласть, tr. Novgorodskaja oblast) er en af 46 oblaster i Den Russiske Føderation. Oblasten har et areal på 54.501 km² og 615.692(2016) indbyggere. Det administrative center i oblasten er placeret i byen Velikij Novgorod. Oblasten blev oprettet i 1944 og ligger mellem Moskva og Sankt Petersborg. Nogen af Ruslands ældste byer, som Velikij Novgorod og Staraja Russa ligger her. De historiske monumenter i Velikij Novgorod og omegn er opført på UNESCOs Verdensarvsliste.

## Geografi
Novgorod oblast grænser op til Leningrad oblast (nv & n), Vologda oblast (ø), Tver oblast (sø & s) og Pskov oblast (sv).
Den vestre del består af lavland omkring indsøen Ilmen, mens den østlige del er højland (de nordligste udløbere af Valdajhøjderne), og det højeste punkt er 296 moh.
De største floder (efter vandføring) er: Volkhov, Mologa, Msta, Lovat, Sias og Sjelon. Største indsøer er Ilmen og Valdajsøen

## Økonomi
Tekst mangler, hjælp os med at skrive teksten

## Administrativ inddeling
Tekst mangler, hjælp os med at skrive teksten

## Demografi
Indbyggertallet var 634.111 ved folketælling 2010, efter et fald fra rundt 753.000 i 1989. Novgorod oblast har det laveste befolkningstal af alle oblaster i den europæiske del af Rusland. En af grundene til den relativt lave befolkningstæthed er, at området led stærkt under 2. verdenskrig. Befolkningen er 70% urban, fordelt på ti byer.
Novgorod oblast er etnisk set relativt homogen, med bare fem anerkendte etniske grupper på mere end to tusind personer hver ved folketællingen.
| Etnisk gruppe   | Folketælling 1989 | %      | Folketælling 2002 | %      | Folketælling 2010 | %      |
| --------------- | ----------------- | ------ | ----------------- | ------ | ----------------- | ------ |
| Russere         | 711.760           | 94,70  | 652.165           | 93,92  | 560.280           | 88,36  |
| Ukrainere       | 14.435            | 1,92   | 10.449            | 1,50   | 7.025             | 1,11   |
| Romaer          | 3.066             | 0,41   | 3.388             | 0,49   | 3.598             | 0,57   |
| Hviderussere    | 6.734             | 0,90   | 5.294             | 0,76   | 3.438             | 0,54   |
| Armeniere       | 571               | 0,08   | 1.940             | 0,28   | 1.836             | 0,29   |
| Tatarer         | 1.963             | 0,26   | 2.080             | 0,30   | 1.658             | 0,26   |
| Aserbajdsjanere | 824               | 0,11   | 1.574             | 0,23   | 1.497             | 0,24   |
| Usbekere        | 751               | 0,10   | 613               | 0,09   | 1.062             | 0,17   |
| Moldavere       | 791               | 0,11   | 601               | 0,09   | 804               | 0,13   |
| Tjetjenere      | 688               | 0,09   | 1.074             | 0,15   | 727               | 0,11   |
| Tyskere         | 927               | 0,12   | 1.010             | 0,15   | 664               | 0,10   |
| I alt           | 751.555           | 100,00 | 694.355           | 100,00 | 634.111           | 100,00 |

Bemærkning: andele angiver af den samlede befolkning, herunder de der ikke havde angivet nationalt tilhørsforhold (i 2002 5.575 personer, i 2010 44.716 personer)